# Nesillas
Genre
Nesillas est un genre qui regroupe des oiseaux appartenant à la famille des Acrocephalidae.

## Liste des espèces
Selon la classification du Congrès ornithologique international (version 6.4, 2016) :
- Nesillas typica – Nésille malgache
- Nesillas lantzii – Nésille de Lantz
- Nesillas longicaudata – Nésille d'Anjouan
- Nesillas brevicaudata – Nésille de Grande Comore
- Nesillas mariae – Nésille de Mohéli
- †Nesillas aldabrana – Nésille d'Aldabra

Une espèce est éteinte, la Nésille d'Aldabra.